# 이인용 (조선귀족)
이인용(李寅鎔, 1907년 4월 20일 ~ 1950년 6월 30일)은 대한제국 황실의 종친이며, 일제강점기의 조선귀족이다. 이재극의 아들이자 고종의 조카뻘이다. 본관은 전주, 휘는 인용(寅鎔).

## 생애
남작 이재극의 장남으로 할아버지는 판서 이연응이다. 어머니는 임천 조씨로 조경호의 딸이며 흥선대원군 이하응의 외손녀이다. 흥선대원군은 아버지 쪽으로는 8촌 할아버지이면서 외가 쪽으로는 외외증조부가 된다.
1907년(광무 11) 4월 20일 탄생하였다. 1927년 이재극이 사망한 뒤 남작위를 습작했다. 막대한 재산도 함께 물려받았으나 곧 탕진하여 가세가 기울었다. 1923년 황주목사를 지낸 조윤희의 차녀 조중인과 결혼하였으나 사이가 좋지 않았다. 그는 화류계에 수시로 출입하며 돈을 썼고, 아내인 조중인은 하인 이철돌과 가깝게 지내면서 추문이 돌았다. 남편의 외조카인 민성기와도 가깝게 지내면서 추문이 확산되었다. 한번은 집안 일로 아버지 이재극이 처 조중인을 꾸짖기도 했다.
1930년 평강주조(平康酒造(株)) 이사 및 고문을 역임하였다.
1932년 부인 조중인이 이인용을 고소한 사건이 있었다. 이재극이 사망한 뒤 이인용과 조중인 부부는 서로 사이가 좋지 않은 가운데 각자 방탕한 생활로 가산을 없애 버렸고, 이로 인해 박영효를 위원장으로 하고 이달용 등을 위원으로 한 재정정리위원회가 이인용 집안의 재산을 대신 관리하게 되었다. 이에 불만을 품은 조중인은 이인용이 부인인 자신을 학대하고 이혼을 강요했다는 등의 내용으로 시댁 식구들과 박영효를 고소한 것이었다. 이인용도 조중인을 간통죄로 맞고소하면서 이 사건은 법정 공방으로 확대되었다. 결국 이인용이 승소하였으나 많은 재산은 이미 써버렸거나 박영효에게 빼앗긴 뒤였다.
이인용은 의친왕의 5남 이수길을 양자로 맞았다. 2005년 이수길의 두 번째 부인이 시할아버지인 이재극이 일제 강점기에 소유하고 있던 파주 땅을 돌려달라는 소송을 낸 바 있다.
2002년 민족정기를 세우는 국회의원모임이 발표한 친일파 708인 명단과 2008년 민족문제연구소가 정리한 민족문제연구소의 친일인명사전 수록예정자 명단에 아버지 이재극과 함께 선정되었으며 2009년 친일반민족행위진상규명위원회가 발표한 친일반민족행위 705인 명단에도 포함되었다.

## 가족 관계
- 아버지 : 이재극(李載克, 1864년 ~ 1931년)
- 어머니 : 신씨
  - 누이 : 이씨
  - 매부 : 민정식
    - 외조카 : 민성기
- 부인 : 조중인(1905년 ~ ?), 황주목사를 지낸 조윤희의 둘째 딸
  - 아들 : 이해윤
  - 딸 : 이진숙
  - 아들(양자) : 이수길, 의친왕의 5남
- 장인 : 조윤희

## 참고 자료
- 전봉관, 전봉관의 ‘옛날 잡지를 보러가다’④/ 이인용 남작 부부의 ‘소송 전쟁’ 《신동아》 (2005년 10월호)